# غاتوريد
غاتوريد (بالإنجليزية: Gatorade)‏ وهي علامة تجارية لمشروب رياضي ولبعض منتجات طعام الرياضي يُصَّنَعْ ويُنتَج من قبل شركة بيبسي ويُوزَع في أكثَر من 80 دَولة، تم إنتاجها لأول مرة في سنة 1965 بعد أبحاث من فريق في جامعة فلوريدا ويحتوي هذا المشروب على الماء مع كاربوهيدرات وكهرل وكانت توزع على أطفال المدارس لتقلل كمية العرق خِلال قيامهم بأعمال رياضية.

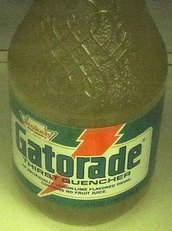
مَشروب غاتوريد في سنة 1970

## وصلات خارجية
- الموقع الرسمي